# Стејт Лајн Сити (Индијана)
Стејт Лајн Сити (енгл. State Line City) град је у америчкој савезној држави Индијана.

## Демографија
По попису из 2010. године број становника је 143, што је 2 (1,4%) становника више него 2000. године.
| Група             | 2000.       | 2010.       |
| Белци             | 138 (97,9%) | 140 (97,9%) |
| Афроамериканци    | 1 (0,7%)    | 1 (0,7%)    |
| Азијати           | 0 (0,0%)    | 0 (0,0%)    |
| Хиспаноамериканци | 2 (1,4%)    | 1 (0,7%)    |
| Укупно            | 141         | 143         |